# کریر اجوکیشن
کریر اجوکیشن (انگلیسی: Career Education) شرکت فناوری اطلاعات آمریکایی است، که در سال ۱۹۹۴ تأسیس شد.